# Lista de capítulos de Hunter × Hunter
O mangá Hunter × Hunter é escrito e ilustrado por Yoshihiro Togashi, e é publicado pela editora Shueisha na revista Weekly Shōnen Jump. O primeiro capítulo de Hunter × Hunter foi publicado em março de 1998, já tendo ultrapassado mais de 390 capítulos lançados atualmente. Nesta página, os capítulos estão listados por volume, com seus respectivos títulos originais (volumes com seus títulos originais abaixo do traduzido e capítulos com seus títulos originais na coluna secundária). Alguns capítulos saíram apenas na Shōnen Jump, não tendo sido lançados na forma de volumes, porém, eles também estarão listados aqui.
No Brasil, é licenciado e publicado pela editora JBC desde janeiro de 2008.

## Volumes
| 1. "O Dia da Partida" (出発の日, Shūpatsu no Hi) 2. "Encontro na Tempestade" (嵐の出会い, Arashi no Deai) 3. "A Escolha Difícil" (究極の選択, Kyūkyoku no Sentaku) 4. "Kiriko, a Fera Mágica" (魔獣 凶狸狐, Majū Kiriko) 5. "Início da 1ª Fase do Exame (1)" (第1次試験開始 ①, Dai Ichi-ji Shiken Kaishi ‹1›) | 1. "Início da 1ª Fase do Exame (2)" (第1次試験開始 ②, Dai Ichi-ji Shiken Kaishi ‹2›) 2. "As Razões de Cada Um" (それぞれの理由, Sorezore no Riyū) 3. "O Outro Inimigo" (もうひとつの敵, Mō Hitotsu no Teki) |

| 1. "Batalha na Neblina" (霧の中の攻防, Kiri no Naka no Kōbō) 2. "Tarefa Inesperada" (意外な課題, Igai na Kadai) 3. "Resultado Inevitável" (当然の結果, Tōzen no Kekka) 4. "Surge o Presidente" (会長参上, Kaichō Sanjō) 5. "Um Jogo à Meia Noite (1)" (真夜中のゲーム ①, Mayonaka no Gēmu ‹1›) | 1. "Um Jogo à Meia Noite (2)" (真夜中のゲーム ②, Mayonaka no Gēmu ‹2›) 2. "O Caminho Decidido Pela Maioria" (多数決の道, Tasūketsu no Michi) 3. "Os Oficiais da Provação" (試練官登場, Jiren Kan Tōjō) 4. "Duas Opções Inconvenientes" (不自由な2択, Fujiyū na Nitaku) |

| 1. "Dois Trunfos" (2つの切り札, Futatsu no Kirifuda) 2. "A Cilada da Decisão Pela Maioria" (多数決の罠, Tasūketsu no Wana) 3. "Hora das Apostas" (ギャンブルダイム, Gyanburu Daimu) 4. "Decisão" (決着, Kesshaku) 5. "A Última Pergunta" (最後の問題, Saigo no Mondai) | 1. "Dois Inimigos" (2人の敵, Futari no Teki) 2. "Treinamento" (特訓, Tokkun) 3. "O Segundo Dia" (2日目, Futsukame) 4. "A Véspera da Disputa Final" (決戦前夜, Kekken Zenya) |

| 1. "Perigo Iminente" (一触即発, Isshokusokuhatsu) 2. "Uma Grande Dívida" (大きな借り, Ōki na Kari) 3. "Quanto a Killua" (キルアの場合, Kirua no Bāi) 4. "A Armadilha que se Contorce" (蠢く罠, Ugomeku Wana) 5. "Fuga Miraculosa..." (九死に・・・, Kyūshi ni...) | 1. "O Exame Final É...?" (最終試験は・・・?, Saishū Shiken wa...?) 2. "Começa o Exame Final!" (最終試験開始!, Saishū Shiken Kaishi!) 3. "Primeiro Aprovado!?" (合格第1号!?, Koukaku Dai Ichi-gō!?) 4. "Luz e Trevas (1)" (光と闇 ①, Hikari to Yami ‹1›) |

| 1. "Luz e Trevas (2)" (光と闇 ②, Hikari to Yami ‹2›) 2. "Luz e Trevas (3)" (光と闇 ③, Hikari to Yami ‹3›) 3. "Ging Freecss" (Jin Furīkusu) 4. "Invasores" (侵入者, Shinnyūsha) 5. "A Família Zoldyck (1)" (ゾルディック家 ①, Zorudikku Ke ‹1›) | 1. "A Família Zoldyck (2)" (ゾルディック家 ②, Zorudikku Ke ‹2›) 2. "A Família Zoldyck (3)" (ゾルディック家 ③, Zorudikku Ke ‹3›) 3. "A Família Zoldyck (4)" (ゾルディック家 ④, Zorudikku Ke ‹4›) 4. "A Arena Celestial" (天空闘技場, Tenkū Tōgijō) |

| 1. "Ren" (レン, Ren) 2. "Nen" (ネン, Nen) 3. "A Parede Invisível" (見えない壁, Mienai Kabe) 4. "A Condição de Hisoka" (ヒソカの条件, Hisoka no Jōken) 5. "Que Comece a Luta!!" (戦闘開始!!, Sentō Kaishi!!) | 1. "Zetsu" (ゼツ, Zetsu) 2. "Ten" (点, Ten) 3. "Kastro" (カストロ, Kasutoro) 4. "Duplo" (ダブル, Daburu) 5. "A Causa da Derrota" (敗因, Haiin) |

| 1. "O Hisoka..." (ヒソカは・・・, Hisoka wa...) 2. "Retomando o Treinamento" (修行再開, Shūgyō Saikai) 3. "Acordo" (約束, Yakusoku) 4. "Revanche" (再戦, Saisen) 5. "Passou no Teste" (及第, Kyūdai) | 1. "Aprovado" (合格, Gōkaku) 2. "Luta Decisiva" (決戦, Kessen) 3. "Pra Valer" (本気, Honki) 4. "Está Apenas Começando" (これから, Kore Kara) |

| 1. "A Volta para Casa" (帰郷, Kikyō) 2. "Sobre Ging" (ジンについて, Jin ni Tsuite) 3. "A Fita" (テープ, Tēpu) 4. "A Mansão do Colecionador de Corpos (1)" (人体収集家の館 ①, Jindai Shūshūka no Yakata ‹1›) 5. "A Mansão do Colecionador de Corpos (2)" (人体収集家の館 ②, Jindai Shūshūka no Yakata ‹2›) | 1. "Greed Island" (グリードアイランド, Gurīdo Airando) 2. "Para Yorkshin" (ヨークシンへ, Yōkushin e) 3. "Começa o Leilão!!" (オークション開催!!, Ōkushon Kaisai!!) 4. "1° de Setembro (1)" (9月1日 ①, Kugatsu Tsuitachi ‹1›) 5. "1° de Setembro (2)" (9月1日 ②, Kugatsu Tsuitachi ‹2›) |

| 1. "1° de Setembro (3)" (9月1日 ③, Kugatsu Tsuitachi ‹3›) 2. "1° de Setembro (4)" (9月1日 ④, Kugatsu Tsuitachi ‹4›) 3. "1° de Setembro (5)" (9月1日 ⑤, Kugatsu Tsuitachi ‹5›) 4. "1° de Setembro (6)" (9月1日 ⑥, Kugatsu Tsuitachi ‹6›) 5. "1° de Setembro (7)" (9月1日 ⑦, Kugatsu Tsuitachi ‹7›) | 1. "2 de Setembro (1)" (9月2日 ①, Kugatsu Futsuka ‹1›) 2. "2 de Setembro (2)" (9月2日 ②, Kugatsu Futsuka ‹2›) 3. "2 de Setembro (3)" (9月2日 ③, Kugatsu Futsuka ‹3›) 4. "2 de Setembro (4)" (9月2日 ④, Kugatsu Futsuka ‹4›) 5. "2 de Setembro (5)" (9月2日 ⑤, Kugatsu Futsuka ‹5›) |

| 1. "2 de Setembro (6)" (9月2日 ⑥, Kugatsu Futsuka ‹6›) 2. "3 de Setembro (1)" (9月3日 ①, Kugatsu Mikka ‹1›) 3. "3 de Setembro (2)" (9月3日 ②, Kugatsu Mikka ‹2›) 4. "3 de Setembro (3)" (9月3日 ③, Kugatsu Mikka ‹3›) 5. "3 de Setembro (4)" (9月3日 ④, Kugatsu Mikka ‹4›) | 1. "3 de Setembro (5)" (9月3日 ⑤, Kugatsu Mikka ‹5›) 2. "3 de Setembro (6)" (9月3日 ⑥, Kugatsu Mikka ‹6›) 3. "3 de Setembro (7)" (9月3日 ⑦, Kugatsu Mikka ‹7›) 4. "3 de Setembro (8)" (9月3日 ⑧, Kugatsu Mikka ‹8›) 5. "3 de Setembro (9)" (9月3日 ⑨, Kugatsu Mikka ‹9›) |

| 1. "3 de Setembro (10)" (9月3日 ⑩, Kugatsu Mikka ‹10›) 2. "3 de Setembro (11)" (9月3日 ⑪, Kugatsu Mikka ‹11›) 3. "3 de Setembro (12)" (9月3日 ⑫, Kugatsu Mikka ‹12›) 4. "3 de Setembro (13)" (9月3日 ⑬, Kugatsu Mikka ‹13›) 5. "3 de Setembro (14)" (9月3日 ⑭, Kugatsu Mikka ‹14›) | 1. "3 de Setembro (15)" (9月3日 ⑮, Kugatsu Mikka ‹15›) 2. "3 de Setembro (16)" (9月3日 ⑯, Kugatsu Mikka ‹16›) 3. "3 de Setembro (17)" (9月3日 ⑰, Kugatsu Mikka ‹17›) 4. "4 de Setembro (1)" (9月4日 ①, Kugatsu Yokka ‹1›) 5. "4 de Setembro (2)" (9月4日 ②, Kugatsu Yokka ‹2›) |

| 1. "4 de Setembro (3)" (9月4日 ③, Kugatsu Yokka ‹3›) 2. "4 de Setembro (4)" (9月4日 ④, Kugatsu Yokka ‹4›) 3. "4 de Setembro (5)" (9月4日 ⑤, Kugatsu Yokka ‹5›) 4. "4 de Setembro (6)" (9月4日 ⑥, Kugatsu Yokka ‹6›) 5. "4 de Setembro (7)" (9月4日 ⑦, Kugatsu Yokka ‹7›) 6. "4 de Setembro (8)" (9月4日 ⑧, Kugatsu Yokka ‹8›) | 1. "4 de Setembro (9)" (9月4日 ⑨, Kugatsu Yokka ‹9›) 2. "4 de Setembro (10)" (9月4日 ⑩, Kugatsu Yokka ‹10›) 3. "4 de Setembro (11)" (9月4日 ⑪, Kugatsu Yokka ‹11›) 4. "4 de Setembro (12)" (9月4日 ⑫, Kugatsu Yokka ‹12›) 5. "4 de Setembro (13)" (9月4日 ⑬, Kugatsu Yokka ‹13›) 6. "4 de Setembro (14)" (9月4日 ⑭, Kugatsu Yokka ‹14›) |

| 1. "4 de Setembro (15)" (9月4日 ⑮, Kugatsu Yokka ‹15›) 2. "4 de Setembro (16)" (9月4日 ⑯, Kugatsu Yokka ‹16›) 3. "4 de Setembro (17)" (9月4日 ⑰, Kugatsu Yokka ‹17›) 4. "4 de Setembro (18)" (9月4日 ⑱, Kugatsu Yokka ‹18›) 5. "6 de Setembro (1)" (9月6日 ①, Kugatsu Muika ‹1›) 6. "6 de Setembro (2)" (9月6日 ②, Kugatsu Muika ‹2›) | 1. "6 de Setembro (3)" (9月6日 ③, Kugatsu Muika ‹3›) 2. "6 de Setembro (4)" (9月6日 ④, Kugatsu Muika ‹4›) 3. "7 de Setembro (1) ~ 10 de Setembro (1)" (9月7日 ① - 9月10日 ①, Kugatsu Nanoka ‹1› - Kugatsu Tōka ‹1›) 4. "10 de Setembro (2)" (9月10日 ②, Kugatsu Tōka ‹2›) 5. "10 de Setembro (3)" (9月10日 ③, Kugatsu Tōka ‹3›) 6. "10 de Setembro (4)" (9月10日 ④, Kugatsu Tōka ‹4›) |

| 1. "10 de Setembro (5)" (9月10日 ⑤, Kugatsu Tōka ‹5›) 2. "Antokiba, A Cidade dos Prêmios" (都市 アントキバ, Kenshō Toshi Antokiba) 3. "A Razão do Convite" (勧誘の理由, Kanyū no Wake) 4. "Resposta" (回答, Kaitō) 5. "40 Tipos de Magia" (40種のスペル(呪文), Yonjū Shu no Superu (Jumon)) 6. "Defendendo Sem Magias" (呪文以外の防御法, Jumon Igai no Bōgyo hō) | 1. "O Segredo de Greed Island" (ゲーム(島)の秘密, Gēmu (Shima) no Himitsu) 2. "Para Masadora! (1)" (いざマサドラへ! ①, Iza Masadora e! ‹1›) 3. "Para Masadora! (2)" (いざマサドラへ! ②, Iza Masadora e! ‹2›) 4. "Para Masadora! (3)" (いざマサドラへ! ③, Iza Masadora e! ‹3›) 5. "Para Masadora...?" (いざマサドラへ・・・?, Iza Masadora e...?) 6. "Nós Vamos Mesmo pra Masadora?" (ホントにマサドラ行くのか?, Honto ni Masadora Iku no ka?) |

| 1. "Foram à Masadora, Mas..." (マサドラには行ったけど, Masadora Niwa Itta Kedo) 2. "Já Foram à Masadora Então Vamos Usar Outro Título da Próxima Vez" (もうマサドラ行ったから次から別の感じのタイトルでいいや, Mō Masadora Itta kara Tsugi kara Betsu no Kanji no Taitoru de Iiya) 3. "Boomer" (「爆弾魔」, "Bomā") 4. "Contagem Regressiva" (「命の音」, "Kauntodaun") 5. "Liberar" (「解放」, "Rirīsu") | 1. erro em {{japonês}}: Texto em japonês ou romaji necessário (ajuda) 2. "Abengane (1)" (アベンガネ ①, Abengane ‹1›) 3. "Abengane (2)" (アベンガネ ②, Abengane ‹2›) 4. "Início do Exame" (試験開始, Shiken Kaishi) 5. "Encontro" (遭遇, Sōgū) 6. "Começando" (始動, Shidō) 7. "Progresso" (躍進, Yakushin) |

| 1. "Contato" (接触, Sesshoku) 2. "Sucesso" (成功, Seikō) 3. "Frente Unida" (共同戦線, Kyōdōsensen) 4. "O Capitão e Seus 14 Demônios" (船長と14人の悪魔, Senchō to Jūyon Nin no Akuma) 5. "Confronto (1)" (対決 ①, Taiketsu ‹1›) 6. "Confronto (2)" (対決 ②, Taiketsu ‹2›) | 1. "Reunindo Companheiros" (似た者同士2+1, Nitamono Dōshi no Jijō Purasu Ichi) 2. "Aiai, a Cidade do Romance" (恋愛都市アイアイ, Renai Toshi Aiai) 3. "Confronto (3)" (対決 ③, Taiketsu ‹3›) 4. "Confronto (4)" (対決 ④, Taiketsu ‹4›) 5. "Confronto (5)" (対決 ⑤, Taiketsu ‹5›) 6. "Confronto (6)" (対決 ⑥, Taiketsu ‹6›) |

| 1. "Confronto (7)" (対決 ⑦, Taiketsu ‹7›) 2. "Confronto (8)" (対決 ⑧, Taiketsu ‹8›) 3. "Confronto (9)" (対決 ⑨, Taiketsu ‹8›) 4. "Confronto (10)" (対決 ⑩, Taiketsu ‹10›) 5. "Confronto (11)" (対決 ⑪, Taiketsu ‹11›) 6. "Declaração de Guerra" (宣戦布告, Sensenfukoku) 7. "Ataque do Trio" (三つ巴の攻防, Mitsu Domoe no Kōbō) | 1. "Ataque do Trio (2)" (三つ巴の攻防 ②, Mitsu Domoe no Kōbō ‹2›) 2. "Ataque do Trio (3)" (三つ巴の攻防 ③, Mitsu Domoe no Kōbō ‹3›) 3. "Ataque do Trio (4)" (三つ巴の攻防 ④, Mitsu Domoe no Kōbō ‹4›) 4. "Ataque do Trio (5)" (三つ巴の攻防 ⑤, Mitsu Domoe no Kōbō ‹5›) 5. "Ataque do Trio (6)" (三つ巴の攻防 ⑥, Mitsu Domoe no Kōbō ‹6›) |

| 1. "Ataque do Trio (7)" (三つ巴の攻防 ⑦, Mitsu Domoe no Kōbō ‹7›) 2. "Ataque do Trio (8)" (三つ巴の攻防 ⑧, Mitsu Domoe no Kōbō ‹8›) 3. "Ataque do Trio (9)" (三つ巴の攻防 ⑨, Mitsu Domoe no Kōbō ‹9›) 4. "Ataque do Trio (10)" (三つ巴の攻防 ⑩, Mitsu Domoe no Kōbō ‹10›) 5. "Ataque do Trio (11)" (三つ巴の攻防 ⑪, Mitsu Domoe no Kōbō ‹11›) 6. "Ataque do Trio (12)" (三つ巴の攻防 ⑫, Mitsu Domoe no Kōbō ‹12›) | 1. "Ataque do Trio (13)" (三つ巴の攻防 ⑬, Mitsu Domoe no Kōbō ‹13›) 2. "Ataque do Trio (14)" (三つ巴の攻防 ⑭, Mitsu Domoe no Kōbō ‹14›) 3. "Escolhendo as 3 Cartas" (3枚の選択, San Mai no Sentaku) 4. "Encontro Inesperado" (邂逅, Kaikō) 5. "Rainha" (女王, Joō) 6. "A Presa Definitiva" (最高の餌, Saikō no Esa) |

| 1. "NGL" (NGL, En Jī Eru) 2. "Infiltração" (潜入, Sennyū) 3. "Caçada" ((ハント)狩り, (Hanto) Kari) 4. "Profissionais" (プロ, Puro) 5. "Cachorro-Humano" (人間犬, Ningen Inu) 6. "Tesoura" (チョキ, Choki) | 1. "VS a Divisão de Hagya (1)" (VSハギャ隊 ①, Bāsasu Hagya Tai ‹1›) 2. "VS a Divisão de Hagya (2)" (VSハギャ隊 ②, Bāsasu Hagya Tai ‹2›) 3. "VS a Divisão de Hagya (3)" (VSハギャ隊 ③, Bāsasu Hagya Tai ‹3›) 4. "VS a Divisão de Hagya (4)" (VSハギャ隊 ④, Bāsasu Hagya Tai ‹4›) 5. "Ataque Surpresa" (急襲, Kyūshū) 6. "Luz e Sombra" (光と影, Hikari to Kage) |

| 1. "A Condição" (条件, Jōken) 2. "Reunidos" (再会, Saikai) 3. "Duelo" (決闘, Kettō) 4. "Jairo" (ジャイロ, Jairo) 5. "Sobre Jairo" (ジャイロは, Jairo wa) 6. "Tempo Restante" (残り時間, Nokori Jikan) | 1. "Luta Real" (勝負, Shōbu) 2. "Fraqueza (1)" (弱点 ①, Jakuten ‹1›) 3. "Fraqueza (2)" (弱点 ②, Jakuten ‹2›) 4. "?" (?, [$3] Erro: {{japonês}}: texto da transliteração contém caractere não latino (pos 2) (ajuda) 5. "Fraqueza (3)" (弱点 ③, Jakuten ‹3›) 6. "Toichi" (トイチ, Toichi) |

| 1. "Ruptura" (破水, Hasui) 2. "Nascimento" (誕生, Tanjō) 3. "Decisão" (決着, Ketchaku) 4. "Último Desejo" (遺言, Yuigon) 5. "A República de Goruto do Leste" (東ゴルトー共和国, Higashi Gorutō Kyowakoku) 6. "Jardim de Corpos" (肉樹園, Niku Ju En) | 1. "Confissão" (告白, Kokuhaku) 2. "Despertar" (覚醒, Kakusei) 3. "Reunião (1)" (再会 ①, Saikai ‹1›) 4. "Reunião (2)" (再会 ②, Saikai ‹2›) 5. "Reunião (3)" (再会 ③, Saikai ‹3›) 6. "10 - (1)" (10 - ①, [$3] Erro: {{japonês}}: texto da transliteração contém caractere não latino (pos 2) (ajuda) |

| 1. "10 - (2)" (10 - ②, [$3] Erro: {{japonês}}: texto da transliteração contém caractere não latino (pos 2) (ajuda) 2. "10 - (3)" (10 - ③, [$3] Erro: {{japonês}}: texto da transliteração contém caractere não latino (pos 2) (ajuda) 3. "10 - (4)" (10 - ④, [$3] Erro: {{japonês}}: texto da transliteração contém caractere não latino (pos 2) (ajuda) 4. "10 - (5)" (10 - ⑤, [$3] Erro: {{japonês}}: texto da transliteração contém caractere não latino (pos 2) (ajuda) 5. "10 - (6)" (10 - ⑥, [$3] Erro: {{japonês}}: texto da transliteração contém caractere não latino (pos 2) (ajuda) 6. "10 - (7)" (10 - ⑦, [$3] Erro: {{japonês}}: texto da transliteração contém caractere não latino (pos 2) (ajuda) | 1. "9 - (1)" (9 - ①, [$3] Erro: {{japonês}}: texto da transliteração contém caractere não latino (pos 2) (ajuda) 2. "9 - (2)" (9 - ②, [$3] Erro: {{japonês}}: texto da transliteração contém caractere não latino (pos 2) (ajuda) 3. "9 - (3)" (9 - ③, [$3] Erro: {{japonês}}: texto da transliteração contém caractere não latino (pos 2) (ajuda) 4. "9 - (4)" (9 - ④, [$3] Erro: {{japonês}}: texto da transliteração contém caractere não latino (pos 2) (ajuda) 5. "9 - (5)" (9 - ⑤, [$3] Erro: {{japonês}}: texto da transliteração contém caractere não latino (pos 2) (ajuda) 6. "8 - (1)" (8 - ①, [$3] Erro: {{japonês}}: texto da transliteração contém caractere não latino (pos 2) (ajuda) |

| 1. "8 - (2)" (8 - ②, [$3] Erro: {{japonês}}: texto da transliteração contém caractere não latino (pos 2) (ajuda) 2. "8 - (3)" (8 - ③, [$3] Erro: {{japonês}}: texto da transliteração contém caractere não latino (pos 2) (ajuda) 3. "8 - (4)" (8 - ④, [$3] Erro: {{japonês}}: texto da transliteração contém caractere não latino (pos 2) (ajuda) 4. "8 - (5)" (8 - ⑤, [$3] Erro: {{japonês}}: texto da transliteração contém caractere não latino (pos 2) (ajuda) 5. "8 - (6)" (8 - ⑥, [$3] Erro: {{japonês}}: texto da transliteração contém caractere não latino (pos 2) (ajuda) 6. "8 - (7)" (8 - ⑦, [$3] Erro: {{japonês}}: texto da transliteração contém caractere não latino (pos 2) (ajuda) | 1. "7 - (1)" (7 - ①, [$3] Erro: {{japonês}}: texto da transliteração contém caractere não latino (pos 2) (ajuda) 2. "7 - (2)" (7 - ②, [$3] Erro: {{japonês}}: texto da transliteração contém caractere não latino (pos 2) (ajuda) 3. "6 - (1)" (6 - ①, [$3] Erro: {{japonês}}: texto da transliteração contém caractere não latino (pos 2) (ajuda) 4. "6 - (2)" (6 - ②, [$3] Erro: {{japonês}}: texto da transliteração contém caractere não latino (pos 2) (ajuda) 5. "6 - (3)" (6 - ③, [$3] Erro: {{japonês}}: texto da transliteração contém caractere não latino (pos 2) (ajuda) 6. "6 - (4)" (6 - ④, [$3] Erro: {{japonês}}: texto da transliteração contém caractere não latino (pos 2) (ajuda) |

| 1. "6 - (5)" (6 - ⑤, [$3] Erro: {{japonês}}: texto da transliteração contém caractere não latino (pos 2) (ajuda) 2. "6 - (6)" (6 - ⑥, [$3] Erro: {{japonês}}: texto da transliteração contém caractere não latino (pos 2) (ajuda) 3. "6 - (7)" (6 - ⑦, [$3] Erro: {{japonês}}: texto da transliteração contém caractere não latino (pos 2) (ajuda) 4. "6 - (8)" (6 - ⑧, [$3] Erro: {{japonês}}: texto da transliteração contém caractere não latino (pos 2) (ajuda) 5. "6 - (9)" (6 - ⑨, [$3] Erro: {{japonês}}: texto da transliteração contém caractere não latino (pos 2) (ajuda) 6. "6 - (10)" (6 - ⑩, [$3] Erro: {{japonês}}: texto da transliteração contém caractere não latino (pos 2) (ajuda) 7. "6 - (11)" (6 - ⑪, [$3] Erro: {{japonês}}: texto da transliteração contém caractere não latino (pos 2) (ajuda) | 1. "5 - (1) ~ 2 - (1)" (5 - ① ~ 2 - ①, [$3] Erro: {{japonês}}: texto da transliteração contém caractere não latino (pos 2) (ajuda) 2. "2 - (2)" (2 - ②, [$3] Erro: {{japonês}}: texto da transliteração contém caractere não latino (pos 2) (ajuda) 3. "1 - (1)" (1 - ①, [$3] Erro: {{japonês}}: texto da transliteração contém caractere não latino (pos 2) (ajuda) 4. "1 - (2)" (1 - ②, [$3] Erro: {{japonês}}: texto da transliteração contém caractere não latino (pos 2) (ajuda) 5. "1 - (3)" (1 - ③, [$3] Erro: {{japonês}}: texto da transliteração contém caractere não latino (pos 2) (ajuda) 6. "1 - (4)" (1 - ④, [$3] Erro: {{japonês}}: texto da transliteração contém caractere não latino (pos 2) (ajuda) |

| 1. "Invasão (1)" (突入 ①, Totsunyū ‹1›) 2. "Invasão (2)" (突入 ②, Totsunyū ‹2›) 3. "Invasão (3)" (突入 ③, Totsunyū ‹3›) 4. "Invasão (4)" (突入 ④, Totsunyū ‹4›) 5. "Invasão (5)" (突入 ⑤, Totsunyū ‹5›) | 1. "Uma Em Um Milhão" (「万が一」, "Man ga Ichi") 2. "Ativação" (発動, Hatsudō) 3. "Rei." (王。, Ō.) 4. "Mensgem Espiritual" (逆境○, Gyakkyō Maru) 5. "Empréstimo" (貸し, Kashi) |

| 1. "Separação" (分断, Bundan) 2. "Erro" (誤算, Gosan) 3. "Reunião" (再会, Saikai) 4. "Solução" (解答, Kaidō) 5. "Promessa" (約束, Yakusoku) | 1. "Homem Míssel" (卵男, Misairuman) 2. "Insulto" (侮辱, Bujoku) 3. "Destruição" (破壊, Hakai) 4. "Escapar" (脱出, Dasshutsu) 5. "Golpe Direto" (直撃, Chokugeki) |

| 1. "Kanmuru" (神速, Kanmuru) 2. "Isolado" (密室, Misshitsu) 3. "Grande Plano" (決心, Kesshin) 4. "Quinze Minutos" (15分, Jugofun) 5. "Clones" (分身, Bunshin) | 1. "Corpo Principal" (本体, Hontai) 2. "A Favor do Vento" (現状, Genjō) 3. "Elogio" (賞賛, Shōsan) 4. "Condição" (条件, Jōken) 5. "Nome" (名前, Namae) |

| 1. "Perguntando a Sí Mesmo" (自問, Jimon) 2. "Expectativas" (思惑, Omowaku) 3. "Metamorfose" (変貌, Henbō) 4. "Demolir" (決壊, Kekkai) 5. "Decisão" (決意, Ketsui) | 1. "Memórias" (記憶, Kioku) 2. "O Fim" (最後, Saigo) 3. "Rosa" (薔薇, Bara) 4. "Renascimento" (再生, Saisei) 5. "Garantia" (保険, Hoken) |

| 1. "Memórias" (記憶, Kioku) 2. "Alvo" (標的, Hyōteki) 3. "Dor" (痛み, Itami) 4. "Mágica" (魔法, Mahō) 5. "Magoa" (残念, Zannen) | 1. "Alívio" (安堵, Ando) 2. "Perda" (損失, Sonshitsu) 3. "Flash" (閃光, Senkō) 4. "Competição" (勝負, Shōbu) 5. "Começar" (始動, Shidō) |

| 1. "Limite de Tempo" (期限, Kigen) 2. "Resolução" (覚悟, Kakugo) 3. "Palavra Única" (一言, Hitokoto) 4. "Persuasão" (説得, Settoku) 5. "Volta ao Lar" (帰郷, Kikyō) | 1. "Nome Verdadeiro" (本名, Honmyō) 2. "Resposta" (返答, Hentō) 3. "Testamento" (遺言, Yuigon) 4. "Sorteio" (抽選, Chūsen) 5. "Votação" (投票, Tōhyō) |

| 1. "Besta" (怪者, Kemono) 2. "Irmãos" (兄妹, Kyōdai) 3. "Pedido" (依頼, Irai) 4. "Mordomo" (執事, Shitsuji) 5. "Participação" (参戦, Sansen) | 1. "A Guerra Eclode" (開戦, Kaisen) 2. "Enigma" (謎々, Nazonazo) 3. "Arranjo" (手配, Tehai) 4. "Espião" (密偵, Mittei) 5. "Confissões" (告白, Kokuhaku) |

| 1. "Dia X" (X日, Ekkusu Dē) 2. "Aplausos" (喝采, Kassai) 3. "Estrondo" (鳴動, Meidō) 4. "Derrota Completa" (完敗, Kanpai) 5. "Decisão" (決定, Kettei) | 1. "Cancelamento" (解除, Kaijo) 2. "Arrependimento" (懺悔, Zange) 3. "Arbóreo" (樹上, Jujō) 4. "Silêncio" (静寂, Seijaku) 5. "Missão" (特命, Tokumei) |

| 1. "Calamidade" (厄災, Yakusai) 2. "Decreto" (布告, Fukoku) 3. "Convite" (勧誘, Kan'yū) 4. "Autor" (著者, Chosha) 5. "Assinatura" (署名, Shomei) | 1. "Escolhas" (選擇, Sentaku) 2. "Inauguração" (就任, Shūnin) 3. "Preparação" (覚悟, Kakugo) 4. "Solidão" (蟲毒, Kodoku) 5. "Príncipe" (王子, Ōji) |

| 1. "Batalha Mortal" (死闘, Shitō) 2. "Problemático" (厄介, Yakkai) 3. "A Sangue Frio" (冷徹, Reitetsu) 4. "Cabeça" (頭部, Tōbu) 5. "Explosão" (爆破, Bakuha) | 1. "Decepção (1)" (残念①, Zannen ‹1›) 2. "Decepção (2)" (残念②, Zannen ‹2›) 3. "Véspera" (前夜, Zen'ya) 4. "Partida" (出航, Shukkō) 5. "Parasita" (寄生, Kisei) |

| 1. "Retirada" (辞退, Jitai) 2. "Determinação" (決意, Ketsui) 3. "Besta de Nen" (念獣, Nen-jū) 4. "Expectativa" (思惑, Omowaku) 5. "Escolha" (選択, Sentaku) | 1. "Cada Um" (其々, Sorezore) 2. "Sincronização" (同期, Dōki) 3. "Assassinato" (凶行, Kyōkō) 4. "Limite" (限界, Genkai) 5. "Observação" (観察, Kansatsu) |

| 1. "Missão" (任務, Ninmu) 2. "Eliminação" (消失, Shōshitsu) 3. "Sucessão" (継承, Keishō) 4. "Habilidade" (能力, Nōryoku) 5. "Persuasão" (説得, Settoku) | 1. "Determinação" (決意, Ketsui) 2. "Esquema" (画策, Kakusaku) 3. "Equilíbrio" (均衡, Baransu) 4. "Colaboração" (共闘, Korabo) 5. "Alarme" (警報, Keihō) |

| 1. "Predação" (捕食, Hoshoku) 2. "Despertar" (覚醒, Kakusei) 3. "Fuga" (脱出, Dasshutsu) 4. "Conflito" (抗争, Kōsō) 5. "Aviso" (警告, Keikoku) | 1. "Hipótese" (仮説, Kasetsu) 2. "Replay" (再現, Saigen) 3. "Discussão" (思案, Shian) 4. "Maldição" (呪詛, Juso) 5. "Choque (1)" (衝突①, Shōtotsu ‹1›) |

| 1. "Predação" (捕食, Hoshoku) 2. "Despertar" (覚醒, Kakusei) 3. "Fuga" (脱出, Dasshutsu) 4. "Conflito" (抗争, Kōsō) 5. "Aviso" (警告, Keikoku) | 1. "Hipótese" (仮説, Kasetsu) 2. "Replay" (再現, Saigen) 3. "Discussão" (思案, Shian) 4. "Maldição" (呪詛, Juso) 5. "Choque (1)" (衝突①, Shōtotsu ‹1›) |

### Capítulos que ainda não foram compilados em volumes
| 391. | Choque (2)   | 衝突② (Shōtotsu ‹2›) |
| 392. | Informação   | 情報 (Jōhō)          |
| 393. | Petição      | 懇願 (Kongan)        |
| 394. | Presunção    | 想定 (Sōtei)         |
| 395. | Formação (1) | 結成① (Kessei ‹1›)   |
| 396. | Formação (2) | 結成② (Kessei ‹2›)   |
| 397. | Formação (3) | 結成③ (Kessei ‹3›)   |
| 398. | Busca        | 探索 (Tansaku)       |
| 399. | Despejo      | 退去 (Taikyo)        |
| 400. | Sigilo       | 秘匿 (Hitoku)        |